# SAIC Motor
SAIC Motor Corporation Limited (informalmente SAIC, antigamente Shanghai Automotive Industry Corporation) é uma indústria automobilística multinacional sediada em Xangai, República Popular da China. É uma das "Quatro Grandes" entre as montadoras chinesas (jutamente com Changan Automobile, FAW Group e Dongfeng Motor) e em 2011 produziu 3,64 milhões de veículos, produção maior que qualquer outra montadora chinesa.
As origens da SAIC remontam aos princípios da indústria automobilística chinesa nos anos de 1940, e foi uma das poucas fabricantes de automóveis do período de Mao Tse Tung, fazendo o Shangai SH760 para oficiais do governo não importantes o bastante para garantir um Hongqi. SAIC participa joint-venture automotiva sino-estrangeira mais antiga ainda em operação, com a Volkswagen, e também possui parcerias com a General Motors desde 1998. Produtos da SAIC são vendidos sob uma variedade de marcas incluindo aquelas de suas parceiras estrangeiras. SAIC é proprietária da histórica marca de carros britânica MG e de uma das poucas marcas chinesas de automóveis de luxo, a Roewe.

## História

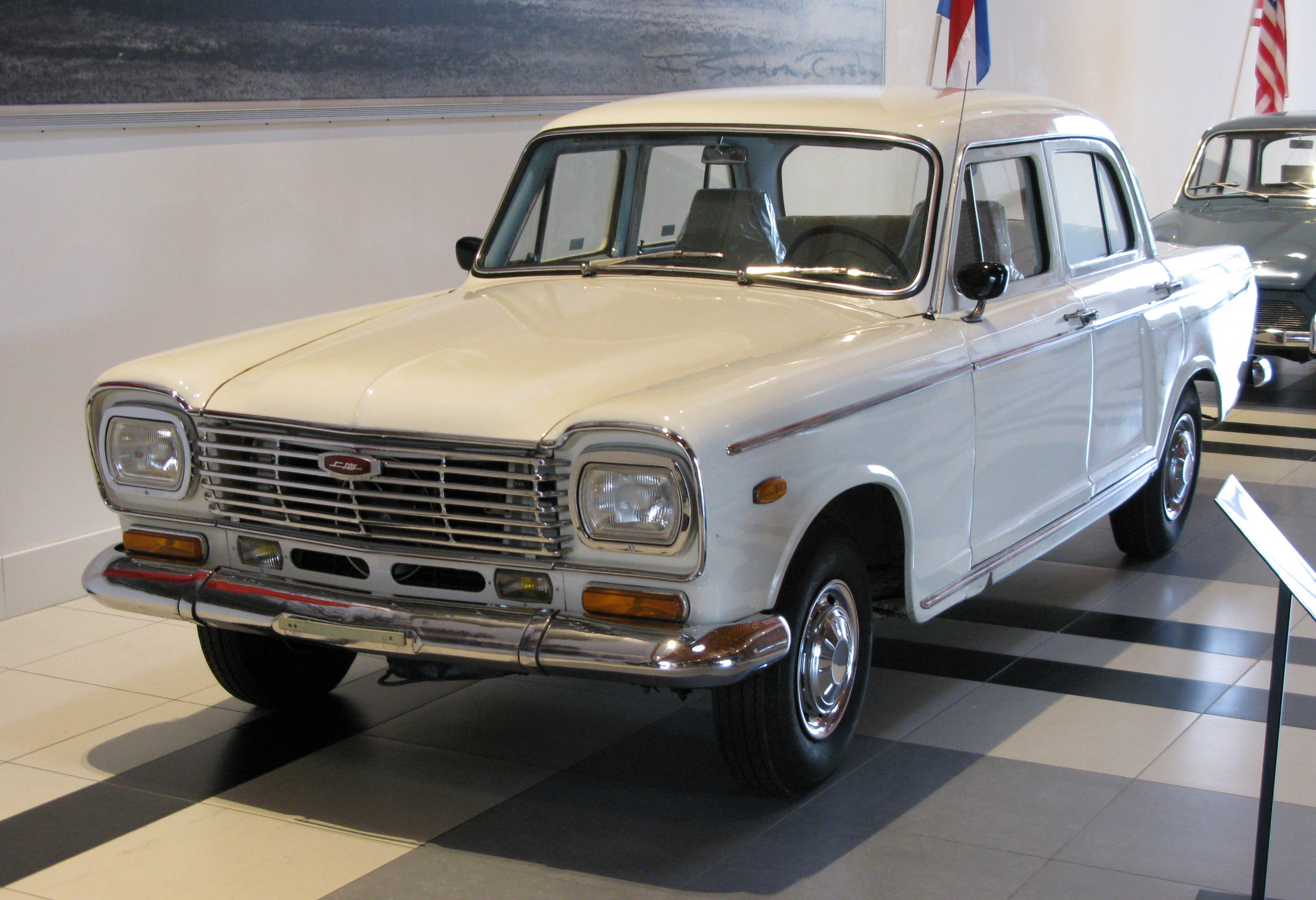
Um Shangai SH760 1986, principal automóvel da SAIC por mais de 25 anos

Apesar de possuir uma longa história, originando-se de uma montadora de automóveis estabelecida em Xangai por volta da Segunda Guerra Mundial, SAIC, ao contrário de suas rivais domésticas FAW Group e Dongfeng Motors, tem apenas recentemente atingido uma posição proeminente na indústria chinesa de veículos. Nos anos 1970 era uma companhia pequena, mas uma acordo de cooperação assinado com a Volkswagen em 1984 e a direção das autoridades locais de Xangai (houve um tempo em que a SAIC era uma simples extensão do governo municipal de Xangai) permitiu a fabricante crescer rapidamente. Nos 11 anos até 1996 a capacidade de produção anual aumentou dez vezes para 300.000 unidades/ano, e a companhia estabeleceu-se como uma das montadoras líderes chinesas.
Durante este tempo a SAIC construiu uma completa cadeia de fornecedores de componentes em Xangai. A quantidade e a qualidade das autopeças localmente produzidas subsequentemente aumentou. Carros que antes eram montados na China de conjuntos desmontados (CKD) enviados pela Volkswagen passaram a ser construídos a partir de autopeças feitas em Xangai, e entre 1990 e 1996 a cidade mais que dobrou sua contribuição à produção nacional de componentes automotivos. Em 1987 as únicas peças locais usadas num carro, o Volkswagen Santana, eram pneus, rádio e antena, mas em 1998 mais de 90% dos componentes usados em sua fabricação provinham da região. Uma meta estabelecida pelo governo municipal de Xangai, criação de uma indústria local de autopeças é um exemplo da influência que o governo local tem mostrado no desenvolvimento da SAIC.
Primeira parceira de uma montadora estrangeira nos anos 1980, durante os anos 2000 viu a cooperação continuar a ser uma dádiva para a SAIC, que assumiu a General Motors como sua segunda joint-venture em 1998 e experimentou um crescimento duas vezes maior entre 2000 e 2004. Inicialmente parceira de montadoras estrangeiras, criando joint-ventures com fornecedoras de componentes, como a estadunidense Visteon, deve agora ajudar a sustentar o sucesso da SAIC.

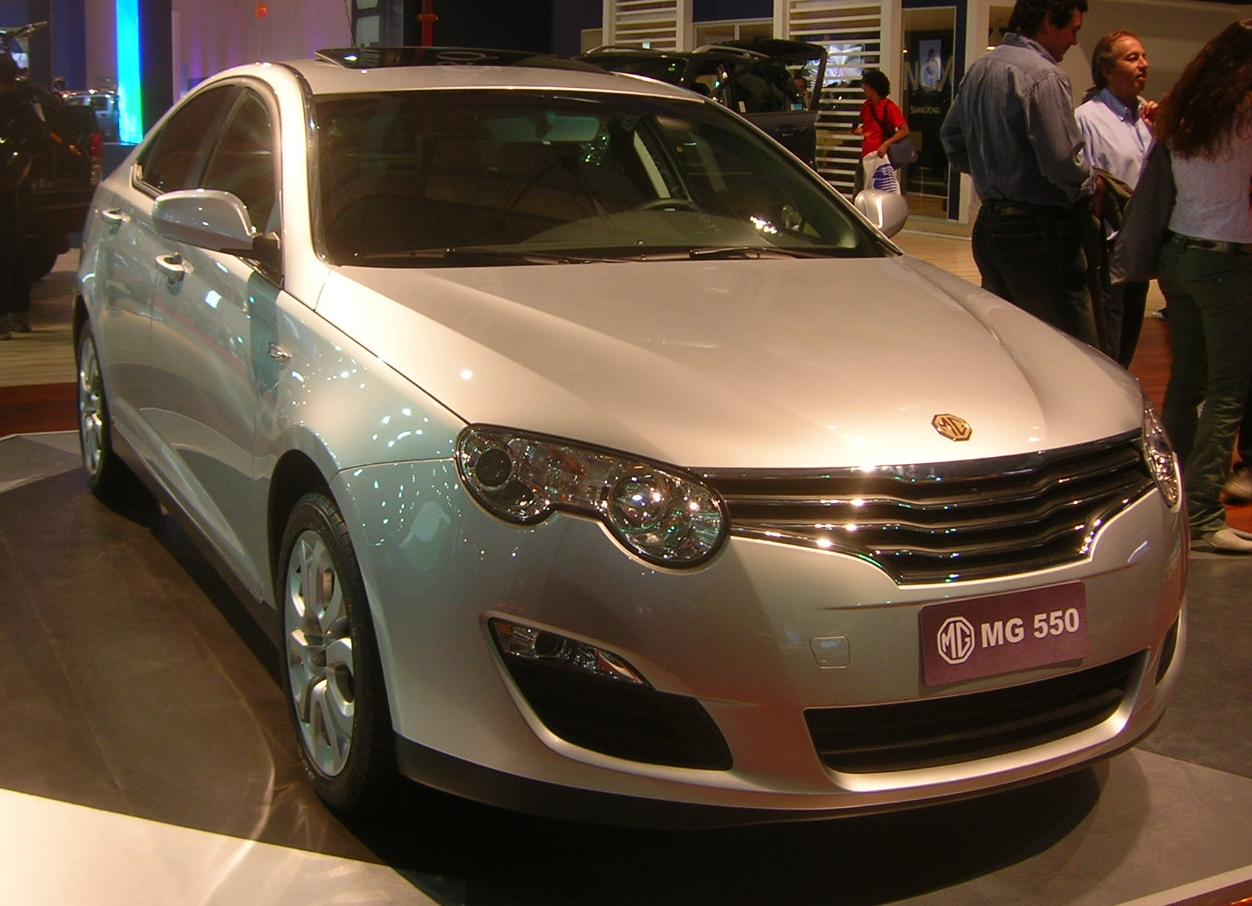
O MG/Roewe 550, que foi lançado em 2008

No começo dos anos 2000, SAIC realizou várias aquisições na Coreia do Sul. Em Outubro de 2002 pagou 59 milhões de dólares por 10% da GM Daewoo Auto and Technology Company, e em Outubro de 2004 adquiriu 48.9% das ações na sul-coreana SsangYong Motor por 500 milhões de dólares. Atualmente a SAIC criou uma nova controladora para suas subsidiárias dedicadas a produção de automóveis de passeio, Shangai Automotivee Group.
Conforme a década avançava, buscou adquirir a decadente companhia inglesa MG Rover, mas em 2005 a SAIC foi ultrapassada por uma outra montadora chinesa, a Nanjing Automobile. SAIC tentou obter alguma tecnologia da MG Rover que foi incorporada a linha de sedãs de luxo, Roewe, e subsequentemente comprou a concorrente vitoriosa, que então possuía operações da MG Rover na China.
Enquanto a compnhia via um sucesso de vendas no fim dos anos 2000, com 2,72 milhões de veículos vendidos em 2009, sua aquisição de uma fatia na fabricante coreana de utilitários esportivos SsangYong, então em dificuldades, azedou. Em Janeiro de 2009, depois de um aporte adicional de 45 milhões de dólares realizado pela SAIC, a SsangYong entrou em concordata na Coreia. Cortes devem ter mandado a SAIC reduzir sua participação, e em 2010 sua fatia de 51,33% na fabricante coreana tornou-se apenas 10%. A crise de 2009 na SsangYong também presenciou a tropa de choque reprimindo trabalhadores que protestavam e protagonizavam uma greve de 77 dias de duração. SAIC deve ter beneficiado-se da exposição a alguma tecnologia da Mercedes que a SsangYong controlava a época.
Em 2010 produziu 3,58 milhões de unidades, figurando como a fabricante número um na China.
Em Fevereiro de 2011, SAIC revelou uma nova marca de veículos comerciais, Maxus.
Em 13 de Abril de 2011 a produção em massa foi retomada na unidade da MG Motor em Longbridge, Reino Unido enquanto o primeiro MG 6 a ser produzido no país saiu de linha.

### Fusões e mudanças de nome
A atual SAIC é produto de numerosas fusões, reestruturações e parcerias. Shanghai Internal Combustion Engine Components Company foi fundada em Dezembro de 1955. Em Março de 1958, Shanghai Internal Combustion Engine Components Company e Shanghai Powertrain Equipment Manufacturing Company foram unidas sob a Shanghai Powertrain Machinery Manufacturing Company. Em Janeiro de 1960, Shanghai Powertrain Machinery Manufacturing Company foi renomeada como Shanghai Agricultural Machinery Manufacturing Company. Em Abril de 1969, Shanghai Agricultural Machinery Manufacturing Company foi renomeada como Shanghai Tractor Industry Company. Shanghai Automobile & Tractor Company foi estabelecida em Julho de 1984. Shanghai Volkswagen Automotive Co Ltd foi estabelecida em Março de 1985. Em Março de 1990, Shanghai Automobile & Tractor Company foi renomeada como Shanghai Automotive Industry Corporation. Shanghai Automotive Industry Corp (Group) foi fundada em Setembro de 1995. Em Junho de 1997, Shanghai General  Motors Co Ltd foi estabelecida.

## Operações

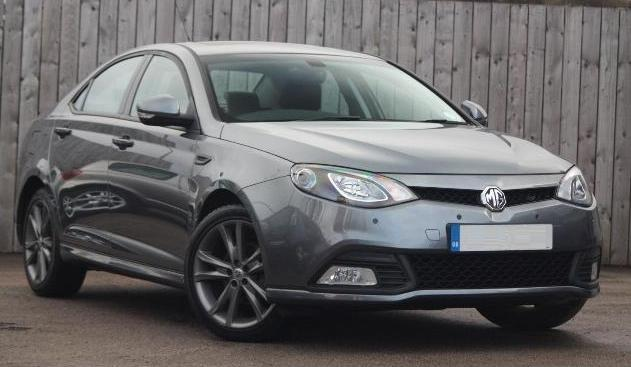
O MG 6, atualmente produzido na China e no Reino Unido

### Marques
SAIC vende veículos sob uma variedade de marcas. Marcas que são exclusivas da SAIC incluem Maxus, MG, Roewe e Yuejin. Produtos fabricados por parcerias entre SAIC e outras empresas são vendidos sob marcas incluindo Baojun, Buick, Chevrolet, Iveco, Škoda, Volkswagen e Wuling.

### Joint ventures e subsidiárias
SAIC participa em esforços cooperativos com indústrias automotivas estrangeiras para que os produtos de grandes companhias multinacionais como General Motors e Volkswagen sejam feitos e vendidos na China. Entre as parcerias sino-estrangeiras em que a SAIC está envolvida incluem Nanjing Iveco Auto Co Ltd ("New Naveco") with Iveco, Saic-Iveco Commercial Vehicle Co Ltd, SAIC-GM-Wuling Automobile, Shanghai Volkswagen Automotive, Shanghai General Motors Corporation e Sunwin Bus com Volvo.

### Unidades de produção
SAIC possui inúmeras plantas de fabricação na China, incluindo unidades em Chongqing, Liuzhou, Qingdao, Xangai, Shenyang e Yantai. Também possui uma unidade de montagem no Reino Unido, em Longbridge.

### Pesquisa e desenvolvimento
SAIC opera um grande centro de pesquisa e desenvolvimento no Reino Unido, o SAIC Motor UK Technical Centre, que em 2012 empregava cerca de 275 engenheiros e 25 desenhistas industriais. O UK Technical Centre é a principal unidade no mundo para o desenvolvimento dos carros da MG, e também tem um papel importante no desenvolvimento dos produtos Roewe. A empresa possui ainda o PATAC, centro de desenho em parceria com a General Motors.